# Tanigaki Sen’ichi
Tanigaki Sen’ichi (jap. 谷垣 専一; * 18. Januar 1913 in Fukuchiyama, Präfektur Kyōto; † 27. Juni 1983) war ein japanischer Politiker der Liberaldemokratischen Partei (Ikeda-Faktion), Mitglied des Abgeordnetenhauses, dem Unterhaus des nationalen Parlaments, für den 2. Wahlkreis Kyōto und von 1979 bis 1980 Kultusminister.
Tanigaki wurde nach seinem Studium an der rechtswissenschaftlichen Fakultät der Kaiserlichen Universität Tokio, der heutigen Universität Tokio, Beamter im damaligen Land- und Forstwirtschaftsministerium. Bei der Shūgiin-Wahl 1960 bewarb er sich im fünfmandatigen Wahlkreis Kyōto 2, der einen kleinen Teil der Stadt Kyōto und alle anderen Gemeinden in Kyōto umfasste, für die LDP um einen Sitz. Er erhielt den vierthöchsten Stimmenanteil und wurde danach siebenmal in Folge wiedergewählt.
Tanigaki war unter anderem parlamentarischer Staatssekretär (seimujikan) im Bauministerium und im Sozialministerium und Vizegeneralsekretär in der LDP. Im zweiten Kabinett von Ōhira Masayoshi, der inzwischen den Vorsitz der ehemaligen Ikeda-Faktion übernommen hatte, übernahm Tanigaki 1979 das Kultusministerium.
Im Juni 1983 starb Tanigaki, sein Wahlkreismandat gewann sein Sohn Sadakazu bei einer Nachwahl, der später mehrfach Minister, 2005 Vorsitzender eines Teils der vorübergehend gespaltenen ehemaligen Ikeda-Faktion und 2009 Parteivorsitzender wurde.

## Familie
Tanigakis Frau war eine Tochter von Kagesa Sadaaki, Generalleutnant des Kaiserlichen Heeres und im Pazifikkrieg Militärberater für die chinesische Marionettenregierung von Wang Jingwei in Nanjing.